# ミンドゥンサン駅
ミンドゥンサン駅（ミンドゥンサンえき）は、大韓民国江原特別自治道旌善郡南面武陵里にある韓国鉄道公社（KORAIL）の駅である。
「ミンドゥンサン」は周辺にある山の名前で、「禿山/민둥산、はげ山」の意である。

## 利用可能な路線
- 韓国鉄道公社
  - 太白線
  - 旌善線 (起点)

## 駅構造
- 島式ホーム1面2線の地上駅。

## 歴史
- 1966年1月19日 - 甑山駅 (증산역)として開業。
- 2009年9月1日 - 「ミンドゥンサン駅 (민둥산역)」へ改称。
- 2015年1月22日：旌善アリラン列車（A-train）運行開始[1]。

## 隣の駅
韓国鉄道公社
太白線
礼美駅 - (鳥洞信号場) - (紫味院信号場) - ミンドゥンサン駅 - 舎北駅
旌善線
ミンドゥンサン駅 - 別於谷駅